# Wielki biały ninja
Wielki biały ninja (ang. Beverly Hills Ninja) – amerykański film komediowy z 1997 roku w reżyserii Dennisa Dugana. Wyprodukowana przez TriStar Pictures.
Premiera filmu miała miejsce 17 stycznia 1997 roku w Stanach Zjednoczonych.

## Opis fabuły
Rodzice Amerykanina Haru (Chris Farley) zginęli w katastrofie morskiej. Chłopca uratował i wychował klan wojowników ninja. Teraz niezdarny mężczyzna uchodzi za zakałę klanu. Jego nauczyciel dostrzega w nim jednak pewne talenty. Wkrótce Haru trafia do Beverly Hills, gdzie musi wykonać skomplikowane zadanie.

## Obsada
Źródło: Filmweb
- Chris Farley jako Haru
- Nicollette Sheridan jako Alison Page
- Robin Shou jako Gobei
- Nathaniel Parker jako Martin Tanley
- Chris Rock jako Joey
- Soon-Tek Oh jako Sensei
- François Chau jako Izumo

i inni